# Groß Kummerfeld
Groß Kummerfeld est une commune allemande du Schleswig-Holstein, située dans l'arrondissement de Segeberg (Kreis Segeberg), à six kilomètres au sud-est de la ville de Neumünster. Groß Kummerfeld est l'une des six communes de l'Amt Boostedt-Rickling dont le siège est à Boostedt.